# Hszian–Paocsi nagysebességű vasútvonal
A Hszian–Paocsi nagysebességű vasútvonal (西宝高速铁路) egy épülő 138 km hosszú kétvágányú, 25 kV 50 Hz-cel villamosított nagysebességű vasútvonal Kínában Hszian és Paocsi között. Az építkezés 2009 december 11-én kezdődött, és 2013 decemberében nyílt meg. A vonalon az engedélyezett sebesség 300 km/h. Az építkezés költsége 17,967 milliárd jüan.
A vasútvonal része a Hszücsou–Lancsou nagysebességű vasútvonalnak, folytatása a Paocsi–Lancsou nagysebességű vasútvonal.